# Cryptanura sostenesi
Cryptanura sostenesi là một loài tò vò trong họ Ichneumonidae.